# 黑壮灯鱼
黑壮灯鱼（学名：Hygophum atratum）为輻鰭魚綱燈籠魚目灯笼鱼科壮灯鱼属的鱼类。分布于北纬15°-30°之间的东西太平洋以及南海等海域，屬深海魚類，棲息深度600-1323公尺，體長可達6公分。

## 扩展阅读
維基物種上的相關：黑壮灯鱼